# International Women's Open 1995
L'International Women's Open 1995 è stato un torneo di tennis giocato sull'erba. 
È stata la 21ª edizione del torneo di Eastbourne, che fa parte della categoria Tier II nell'ambito del WTA Tour 1995. 
Si è giocato a Eastbourne in Inghilterra, dal 19 al 25 giugno 1995.

## Campionesse

### Singolare
Nathalie Tauziat ha battuto in finale  Chanda Rubin con il punteggio di 3–6, 6–0, 7–5

### Doppio
Jana Novotná /  Arantxa Sánchez Vicario hanno battuto in finale  Gigi Fernández /  Nataša Zvereva con il punteggio di 0–6, 6–3, 6–4